# Disney XD (Canadá)
DISNEY XD CANADa Ups... ARIEL: ahp Loco asiento mí amor. Me gustan saltarinas eso es, Hijo los asientos (mua). What. Kakakakkskk. lsllslslls.
1. ↑  Chávez, Christopher (3 de enero de 2018). Disney XD. Routledge. pp. 209-217. ISBN 978-1-315-65864-3. Consultado el 19 de agosto de 2025.